# Otto Neurath

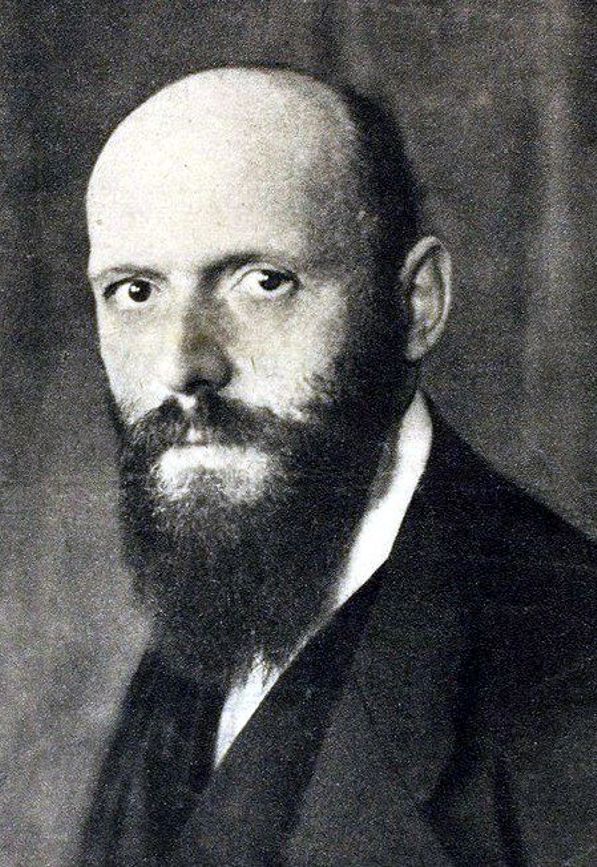

Otto Neurath, född 1882, död 1945, var en österrikisk filosof och sociolog.
Neurath var Wienkretsens organisatör. Han införde uttrycket "enhetsvetenskap" i den logiska positivismen.